# Lúčky, Michalovce
Lúčky este o comună slovacă, aflată în districtul Michalovce din regiunea Košice. Localitatea se află la altitudinea de 132 m deasupra n.m., se întinde pe o suprafață de 7,93 km2 și în 2017 număra 581 de locuitori.

## Istoric
Localitatea Lúčky este atestată documentar din 1336.

## Demografie
| An:                | 1994 | 2004   | 2014    | 2024   |
| ------------------ | ---- | ------ | ------- | ------ |
| Număr de persoane: | 486  | 522    | 582     | 587    |
| Diferență:         |      | +7,40% | +11,49% | +0,85% |

| An:                | 2023 | 2024   |
| ------------------ | ---- | ------ |
| Număr de persoane: | 589  | 587    |
| Diferență:         |      | −0,33% |